# Cornu (Prahova)
Cornu è un comune della Romania di 4 469 abitanti, ubicato nel distretto di Prahova, nella regione storica della Muntenia. 
Il comune è formato dall'unione di 3 villaggi: Cornu de Jos, Cornu de Sus, Valea Oprii.
La sede amministrativa è ubicata nell'abitato di Cornu de Jos.
Nel territorio del comune si trovano due sorgenti di acque termali, al momento sfruttate solo limitatamente, particolarmente ricche di iodio.